# 안젤로 타르탈리아

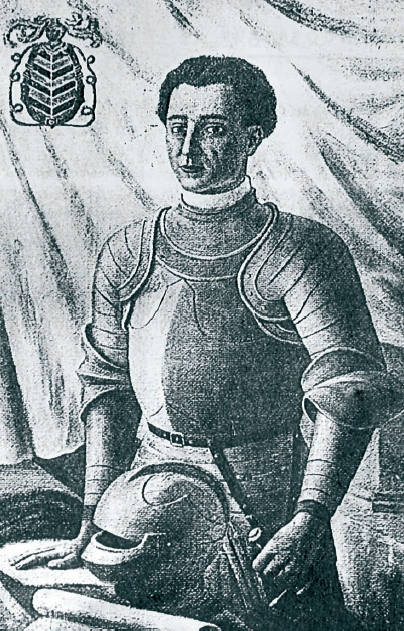
안젤로 타르탈리아

안젤로 브볼리오 다 라벨(Angelo Broglio da Lavell, 1350년 또는 1370년 – 1421년)는 교황군 사령관이자 라벨로, 토스카넬라의 군주였던 이탈리아의 콘도티에로이자 귀족이다.

## 생애
바실리카타 주 라벨로에서 그는 체콜로 브롤리아(Ceccolo Broglia) 군사 학교에서 훈련을 받고 피렌체 공화국에서 일했다. 1402년 6월 26일, 그는 카살레키오 전투에서 싸웠으며, 거기서 그는 레노 다리를 감시하는 역할을 맡았지만 그의 쪽에서 방어를 하지 않은 진지를 내버려둔체 전투에 참여하기 위해 자리를 떠났다. 그의 경솔이 패배라는 대가를 치루게 했으며, 타르탈리아는 붙잡혀 투옥되었다.
풀려난 후 그는 패배의 책임을 졌지만, 무초 아텐돌로 스포르차의 화를 푸는데는 충분하지 못했다. 타르탈리아와 스포르차 사이의 관계는 강력한 경쟁 관계를 만들어 내며 악화되었다. 1409년, 그는 페루자와 치비타베키아를 브라초 다 몬토네에게서 사수해내고 대립 교황 요한 23세를 쫓아내어 로마를 정복해내는데 라디슬라오 디 나폴리에게 고용되었다.
고마움의 뜻으로, 라디슬라오는 그에게 1413년 토스카넬라 군주 작위를 내려주었다. 1418년, 그는 교황 마르티노 5세에게 충성을 맹세하고 1년 뒤 아시시와 라치오 그리고 움브리아 사이에 있는 영토들을 차지했다. 타르탈리아는 잠자는 동안 무초 아텐돌로에게 붙잡혔다. 고문을 받은 뒤, 그는 1421년 아베르사에서 참수되었다.